# 金沙井
金沙井位于南京市秦淮区，全长280米，是以同名井名命名的街道。

## 名称
明朝的一年大旱导致河水干枯，居民在此处挖井取水，却发现井中的沙里藏着闪闪发光的金粒，此井得名“金沙泉”，街道因此得名“金沙泉巷”，清朝将此地改名为“金沙井”。

## 建筑

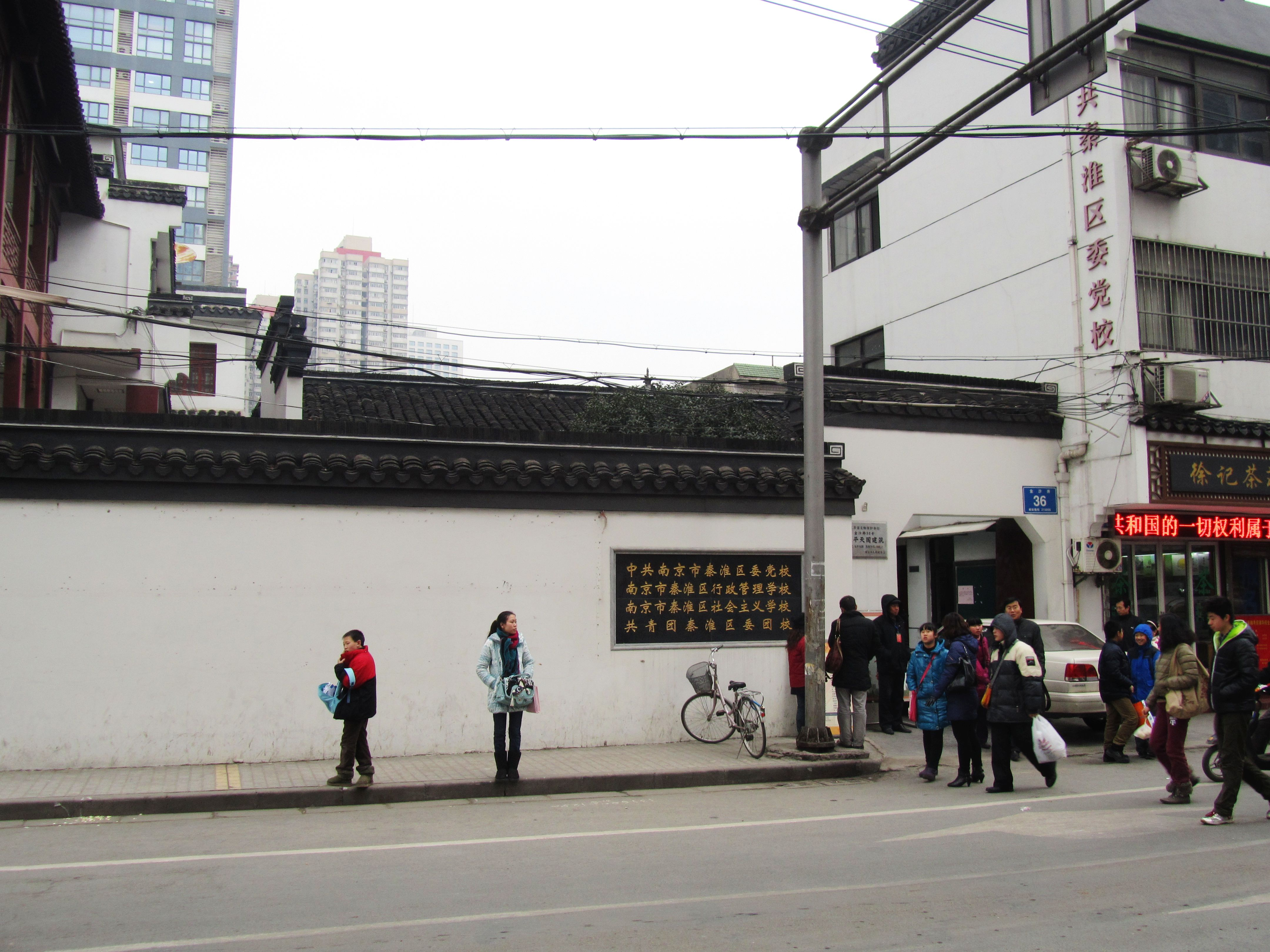
金沙井太平天国建筑

金沙井太平天国建筑，位于金沙井34号和36号，为太平天国时期所建官衙建筑遗迹，现存头门、大厅、二堂和后楼共五进建筑。该建筑原为清代学者汪士铎的祖宅，旧屋毁后，太平天国利用其宅基建造干王府及其六部官衙。1982年5月被评为江苏省文物保护单位。如今此建筑作为电视大学秦淮区管理站和中共秦淮区委党校。